# Gunnar Jeannette
Gunnar Jeannette est un pilote automobile américain né le 5 mai 1982 à Palm Beach. Il pilote actuellement en ALMS et a participé aux 24 Heures du Mans, avec comme meilleur résultat une 5e place au classement général.

## Palmarès
- Deux victoires dans la Grand-Am Cup en 2005 à Fontana et à Mosport
- Victoire en GT4 European Cup à Silverstone en 2007[1].
- Quatre victoires en catégorie LMPC dans les American Le Mans Series 2010

## Résultats aux 24 Heures du Mans
| Année | Voiture               | Équipe                           | Équipiers                            | Résultat |
| ----- | --------------------- | -------------------------------- | ------------------------------------ | -------- |
| 2000  | Porsche 911 GT3-R     | Manthey Racing / Gunnar Racing   | Michael Brockman / Mike Lauer        | 27e      |
| 2001  | Porsche 911 GT3-RS    | Freisinger Motorsport            | Romain Dumas / Philippe Haezebrouck  | 7e       |
| 2002  | Panoz LMP-1 Evo       | Panoz Motor Sports               | Bill Auberlen / David Donohue        | Abandon  |
| 2003  | Panoz LMP-1 Evo       | JML Team Panoz                   | Olivier Beretta / Max Papis          | 5e       |
| 2004  | Courage C65           | Epsilon Sport                    | Renaud Derlot / Gavin Pickering (de) | Abandon  |
| 2006  | Panoz Esperante GT-LM | Multimatic Motorsport Team Panoz | Scott Maxwell / Tom Milner Jr.       | Abandon  |
| 2008  | Radical SR9           | Team Bruichladdich Radical       | Marc Rostan / Ben Devlin             | 31e      |